# Виноградов В'ячеслав Тимофійович
В'ячеслав Тимофійович Виноградов (1930, ст. Медведєво — 2008, Владивосток) — радянський офіцер-підводник, капітан I рангу (13.10.1967). Герой Радянського Союзу (1966).

## Життєпис
Народився 12 червня 1930 року на станції Медведєво, нині Бологовського району Тверської області Росії, в родині залізничника. Росіянин. У 1945 році вступив до Ленінградського підготовчого військово-морського училища.
У лавах ВМФ СРСР з 1948 року. У 1952 році закінчив 1-ше Балтійське вище військово-морське училище підводного плавання ім. Ленінського комсомолу. Військову службу розпочав командиром БЧ (бойової частини) підводного човна Каспійської військової флотилії «С-168». З 1954 року — помічник командира ПЧ «С-346» Північного флоту ВМФ СРСР. Член КПРС з 1957 року. У 1958 році закінчив Вищі спеціальні офіцерські класи ВМФ СРСР, після закінчення яких був призначений командиром ПЧ «С-349» Північного флоту. В липні 1964 року призначений командиром крейсерського атомного підводного човна «К-116», що будувався.
З 1 лютого по 26 березня 1965 року під командуванням контр-адмірала А. І. Сорокіна багатоцільовий атомний підводний човен «К-133» (командир — капітан ІІ рангу Л. М. Столяров) і атомний ракетоносець «К-116» (командир — капітан ІІ рангу В. Т. Виноградов) здійснили груповий трансокеанський міжфлотський перехід з губи Західна Ліца (Північний флот) в бухту Крашенінникова (Тихоокеанський флот). За успішне виконання бойового завдання АПЧ «К-116» отримав звання «Гвардійський».
Продовжував командувати АПЧ «К-116», що увійшов до складу Камчатської військової флотилії Тихоокеанського флоту ВМФ СРСР. У 1969 році закінчив Військово-морську академію. Проходив службу у штабі Тихоокеанського флоту. З 1974 року — командир Навчального загону підводного плавання Тихоокеанського флоту, з листопада 1975 року — заступник начальника Тихоокеанського військово-морського училища імені С. О. Макарова, з 1979 року — радник начальника Військово-морського училища у СРВ, з листопада 1982 року — заступник командувача флотилією з тилу — начальник тилу Камчатської військової флотилії.
У березні 1986 року капітан І рангу В. Т. Виноградов вийшов у запас. Мешкав у Владивостоці, де й помер 11 травня 2008 року. Похований на Морському кладовищі міста.

## Нагороди
Указом Президії Верховної Ради СРСР від 23 травня 1966 року за успішне виконання завдань командування та виявлені при цьому мужність і відвагу, гвардії капітанові II рангу Виноградову В'ячеславу Тимофійовичу присвоєне звання Героя Радянського Союзу з врученням ордена Леніна і медалі «Золота Зірка» (№ 11249).
Також нагороджений орденом «За службу Батьківщині у Збройних силах СРСР» 3-го ступеня, медалями, в'єтнамським орденом «За бойові заслуги» 3-го ступеня (1982).